# Callitris drummondii
Callitris drummondii es una especie de conífera de la familia Cupressaceae. Se encuentra solamente en Australia Occidental, donde está amenazada por pérdida de hábitat.

## Hábitat
Restringido a sur de Australia Occidental, en una zona a lo largo de la costa o cerca del este de Albany en un lugar árido. Su extensión de ocurrencia se estima en alrededor de 28.000 k², con una superficie estimada de ocupación de al menos 400 k².

## Taxonomía
Callitris drummondii fue descrita por Ferdinand von Mueller y publicado en Systematic Census of Australian Plants ... 1: 109. 1882.
Etimología
Callitris: nombre genérico que deriva de las palabras griegas: 
kallos que significa "hermosa" y treis = "tres""; a causa de la disposición simétrica de las hojas.
drummondii: epíteto otorgado en honor del botánico Thomas Drummond.
Sinonimia
- Frenela drummondii Parl.[4]